# Jack Lang (australijski polityk)
Jack Lang, J.T. Lang, właśc. John Thomas Lang (ur. 21 grudnia 1876 w Sydney, zm. 27 września 1975 w Sydney) – australijski polityk, dwukrotny premier Nowej Południowej Walii, główny autor rozłamu w Australijskiej Partii Pracy (ALP) w latach 30. XX wieku.

## Życiorys

### Pochodzenie i młodość
Pochodził z bardzo biednej rodziny, żyjącej na przedmieściach Sydney. Jego ojciec, z zawodu zegarmistrz, miał poważne kłopoty ze zdrowiem i nie był w stanie zapewnić rodzinie utrzymania. Aby ulżyć rodzicom małego Jacka, ich krewni mieszkający na wsi w stanie Wiktoria przyjęli go na dłuższy pobyt na ich farmie. Jeszcze jako uczeń szkoły podstawowej, na której zakończył edukację, zarabiał sprzedając gazety. Pod koniec swych lat nastoletnich zaczął działać w rodzących się strukturach ALP, wyrastających z ruchu robotniczego. Mając 19 lat poślubił młodszą od niego o dwa lata Hildę Amelię Bredt, córkę znanej działaczki feministycznej Berthy Bredt. Wkrótce później jego szwagrem został wybitny australijski poeta Henry Lawson. Jako dwudziestolatek otrzymał pracę pomocy biurowej w kancelarii podatkowej, a później zaczął z powodzeniem działać w branży nieruchomości, najpierw jako najemny menedżer, a w końcu właściciel własnej firmy.

### Początki kariery politycznej
W pierwszej dekadzie XX wieku zasiadał we władzach Auburn, jednego z samorządów lokalnych tworzących miasto Sydney. Początkowo był tam członkiem rady gminy, a później został wybrany na burmistrza. W 1913 po raz pierwszy został wybrany do Zgromadzenia Ustawodawczego Nowej Południowej Walii. W czasie ogólnokrajowych kryzysów politycznych w czasie I wojny światowej (tzw. kryzysów poborowych) znalazł się wśród polityków bardzo stanowczo sprzeciwiających się wykorzystaniu poborowych na dalekich od Australii frontach.
W 1920 premier stanowy John Storey mianował go skarbnikiem (ministrem finansów) w swoim gabinecie, z zadaniem ograniczenia narosłego w czasie wojny deficytu budżetowego. W 1922 ALP przeszła do opozycji w parlamencie stanowym, zaś w 1923 Lang został wybrany nowym liderem struktur partii w Nowej Południowej Walii, co automatycznie przyniosło mu funkcję stanowego lidera opozycji.

### Premier Nowej Południowej Walii
W 1925 ALP wygrała wybory stanowe i odzyskała władzę w Nowej Południowej Walii, zaś Lang jako lider zwycięskiego stronnictwa został premierem stanu. Realizowany przez niego program dotykał takich kwestii jak poprawa warunków zatrudnienia (m.in. wprowadzono czterdziestoczterogodzinny tydzień pracy) czy zmiana prawa wyborczego, polegająca na likwidacji cenzusu majątkowego w wyborach samorządowych, na mocy którego wcześniej mogli brać w nich udział wyłącznie właściciele nieruchomości. Był też zwolennikiem polityki “Białej Australii” tj. powstrzymania imigracji taniej siły roboczej z krajów azjatyckich. Po przegranych wyborach w 1927 Lang przez trzy lata ponownie był liderem opozycji, jednak zwycięstwo w kolejnym głosowaniu w 1930 przywróciło go na stanowisko premiera.
W czasie swojej drugiej kadencji Lang popadł w bardzo ostry konflikt z rządem federalnym Australii, tworzonym przez jego własne ugrupowanie polityczne i kierowanym przez Jamesa Scullina. Odmówił przyłączenia się do planu oszczędności budżetowych, wypracowanego przez premiera federalnego i wszystkich pozostałych premierów stanowych. Dodatkowo nakłonił część wybranych w Nowej Południowej Walii członków Izby Reprezentantów z ramienia ALP, aby zagłosowali w tej sprawie przeciwko własnemu rządowi. Spowodowało to rozłam w łonie ALP, bowiem niepokorni deputowani zostali karnie relegowani z klubu parlamentarnego partii i utworzyli własną partię, oficjalnie zarejestrowaną jako Australijska Partia Pracy (Nowej Południowej Walii), lecz potocznie określaną jako Lang Labor. Ugrupowanie to było dominującą w Nowej Południowej Walii partią lewicową aż do roku 1936, kiedy to nowy federalny lider ALP John Curtin zdołał doprowadzić do reunifikacji struktur.

#### Dymisja
W wyborach federalnych w 1932 ALP, osłabiona przez odejście zwolenników Langa, którzy w większości zdołali obronić swe mandaty w jednomandatowych okręgach wyborczych, straciła władzę na szczeblu federalnym. Przejęła ją Koalicja z nowym premierem Josephen Lyonsem na czele. Polityk ten postanowił za wszelką cenę zmusić Nową Południową Walię, aby znów zaczęła obsługiwać swe zadłużenie, co zostało wstrzymane na polecenie Langa. Wykorzystując nowe uprawnienia nadane rządowi federalnemu w poprawce do konstytucji z 1928 roku i późniejszych ustawach, Lyons chciał w związku z tym przejąć środki na rachunkach bankowych budżetu stanowego Nowej Południowej Walii, nawet bez zgody władz tego stanu, i spłacić długi stanu niejako za niego.
Aby temu zapobiec, Lang rozpoczął masowe wycofywanie stanowych środków z banków. Ówczesny gubernator Nowej Południowej Walii sir Philip Game ostrzegał go, iż jest to niedopuszczalne łamanie prawa federalnego. Lang stanowczo odrzucił zdanie gubernatora, wobec czego 13 maja 1932 sir Philip, korzystając z uprawnień gubernatorskich zarezerwowanych na sytuacje nadzwyczajne, zdymisjonował jego rząd. Mianował też tymczasowego premiera stanowego, którym został lider opozycji Bertram Stevens. Miesiąc później decyzje te zostały potwierdzone przez wyborców w przedterminowych wyborach stanowych.

### Późniejsza kariera
Dzięki silnemu poparciu, jakim dysponował w środowiskach robotniczych i wśród działaczy związkowych, Lang pozostał liderem opozycji w parlamencie stanowym Nowej Południowej Walii aż do 1939 roku, nie zdołał już jednak wygrać wyborów. Ostatecznie powrócił w szeregi ALP, lecz w 1942 został z nich wydalony. Próbował następnie zakładać kolejną własną partię, ale tym razem nie przyniosło to poważniejszych rezultatów.
W 1946, po 33 latach nieprzerwanego zasiadania w Zgromadzeniu Ustawodawczym Nowej Południowej Walii, zrezygnował z mandatu (w wyborach uzupełniających na jego miejsce został wybrany jego syn James). W tym samym roku został wybrany do federalnej Izby Reprezentantów, gdzie dał się poznać jako nieprzejednany antagonista lewicowego rządu premiera Bena Chifleya. W 1949 nie udało mu się uzyskać reelekcji. W 1951 bez powodzenia kandydował do Senatu federalnego, po czym zrezygnował z dalszej kariery politycznej.

### Emerytura i śmierć
Choć przeszedł na emeryturę w wieku 75 lat, jeszcze długo pozostał aktywny jako redaktor pisma The Century oraz autor licznych książek wspomnieniowych i politycznych. Pod koniec życia jego poglądy systematycznie przesuwały się na coraz bardziej konserwatywne pozycje. W 1971, będąc już człowiekiem niezwykle sędziwym, został ponownie przyjęty w poczet członków ALP, co miało głównie wymowę symboliczną.
Zmarł we wrześniu 1975 roku w szpitalu św. Józefa w Sydney-Auburn, przeżywszy 98 lat. Pogrzeb miał niezwykle uroczystą oprawę, mszę żałobną sprawowano w Katedrze Najświętszej Maryi Panny w Sydney, zaś wśród gości znalazł się premier federalny Gough Whitlam. Lang spoczywa na cmentarzu Rockwood w Sydney.